# شپشک‌های آردی بزرگ
شپشک‌های آردی بزرگ (نام علمی: Putoidae) نام یک تیره از بالاخانواده شپشک است.